# Емилија Перез
Емилија Перез (шп. Emilia Pérez) француски је филм на енглеском и шпанском језику из 2024. Режију и сценарио потписује Жак Одијар. Филм прати вођу мексичког картела (Карла Софија Гаскон) који ангажује адвокатицу (Зои Салдана) да му помогне да нестане како би могао обавити родну транзицију.
Премијера је приказана 18. маја 2024. на Канском филмском фестивалу где је освојио награду жирија и награду за најбољу глумицу. Добио је углавном позитивне рецензије критичара. Амерички филмски институт га је прогласио једним од 10 најбољих филмова из 2024. Био је номинован за 13 Оскара и 13 Златних глобуса, где је освојио Златни глобус за најбољи играни филм (мјузикл или комедија).

## Радња
Преквалификована и потцењена, Рита је адвокатица у великој фирми у чијем је интересу пре да се највећи криминалци склоне са улице него да се изведу пред лице правде. Једног дана она добија невероватну понуду. Вођа картела Манитас ангажује је како би му помогла да се повуче из посла и оствари план који је тајно припремао годинама, да постане жена о којој је одувек сањао.

## Улоге
| Глумац              | Улога                             |
| ------------------- | --------------------------------- |
| Зои Салдана         | Рита Мора Кастро                  |
| Карла Софија Гаскон | Манитас дел Монте / Емилија Перез |
| Селена Гомез        | Џеси дел Монте                    |
| Адријана Пас        | Епифанија Флорес                  |
| Едгар Рамирез       | Густаво Брун                      |
| Марк Иванир         | др Васерман                       |